# Rancho Grande
Rancho Grande es un municipio del departamento de Matagalpa en la República De Nicaragua.

## Geografía
El municipio limita al norte con el municipio de El Cuá, al sur con los municipios de Río Blanco y Matiguás, al este con el municipio de Waslala y al oeste con el municipio de El Tuma - La Dalia. El municipio está ubicado a 214 kilómetros de la capital de Managua.
Se observan elevaciones montañosas tales como el macizo de Peñas Blancas, hacia el norte, seguido sobre su límite municipal con El Cuá-Bocay, con la montaña de Las Carpas, de El Pájaro y Cerro Grande.

## Historia
Los antiguos pobladores del municipio transmitieron  por tradición oral, que en su inicio el lugar quedaba a medio camino del siguiente poblado y era absolutamente necesario pernoctar en ese sitio para no viajar de noche, por lo que, no se sabe cómo, se construyó un ranchón de paja, rodeado de espesas montañas, donde se fueron hospedando los que circulaban en la región para posteriormente dirigirse a su destino y poco a poco al aumentar la demanda de las personas viajeras, se fue poblando de familias que se fueron asentando ofreciendo alojamiento y alimentación y realizando actividades agropecuarias.
En dos ocasiones se intentó cambiar el nombre de Rancho Grande. Primero, por el de Virgen de Fátima. Posteriormente, en 1979, se propuso el de Fernando Herrera, pero fue difícil de asimilar para la población, hasta que en 1989 se le cambió el estatus de comarca a municipio, con el hermoso nombre de "Rancho Grande".
Un organismo que particularmente dejó su aporte en el municipio es Novib, de Holanda, construyendo asentamientos y apoyando la infraestructura social básica del mismo. 

## Demografía
Rancho Grande tiene una población actual de 43,352 habitantes. De la población total, el 51.4% son hombres y el 48.6% son mujeres. Casi el 20.6% de la población vive en la zona urbana.

## Naturaleza y clima
El municipio tiene un clima tropical de sabana de altura, caracterizado como semihúmedo. La temperatura media anual oscila entre los 28 a 30 °C. Su precipitación se caracteriza por una buena distribución durante todo el año, entre 2000 y 2400 mm.
A medida que la población crece, se incrementa la deforestación y se extinguen las maderas preciosas como el cedro, la caoba y otras de gran importancia para la exportación. A la vez, se sabe que varias especies de animales silvestres de la zona están en peligro de extinción.

## Localidades
Existen un total de 22 comarcas, agrupadas en cuatro microrregiones.

## Economía
La principal actividad productiva es la agricultura, su principal fuente productiva es cacao y café, pero en mayor parte predominan los granos básicos. También hay ganado.
La tala masiva de bosques y las sequías provocan erosión de los suelos, además de la extinción de la flora y fauna. Todo ello produce una disminución de los recursos naturales y el desbordamiento frecuente de los ríos.

## Cultura
Se tiene como tradición cultural a las fiestas del 13 de mayo en honor a la patrona la Virgen de Fátima, donde se destacan los famosos chinamos de misión, para las ventas de nacatamales, tiste, rosquillas y chicha fuerte.